# 阿富汗裂腹魚
阿富汗裂腹鱼（学名：Schizothorax edeniana）为輻鰭魚綱鯉形目鲤科裂腹鱼属的其中一種。該物種分布於亞洲阿富汗喀布爾河流域，棲息在中底層水域。

## 扩展阅读
維基物種上的相關：阿富汗裂腹鱼